# 関治之

関 治之（せき はるゆき、1975年 - ）は、日本のソフトウェアエンジニア、起業家、シビックハッカー。
2011年、東日本大震災発生後に情報収集サイトsinsai.infoを立ち上げ。
2013年にCode for Japanを設立。
一般社団法人コード・フォー・ジャパン代表理事、合同会社Georepublic Japan 代表社員CEO、株式会社HackCamp代表取締役社長、神戸市 チーフ・イノベーション・オフィサー、総務省 地域情報化アドバイザー、総務省 地域IoT実装推進タスクフォース 構成員、内閣官房 オープンデータ伝道師、東京都 デジタルトランスフォーメーションフェローを務める。